# De la 5 la 7
De la 5 la 7 este un film romantic american lansat în anul 2014, scris și regizat de Victor Levin. În rolurile principale joacă Anton Yelchin, Bérénice Marlohe, Olivia Thirlby, Lambert Wilson, Frank Langella și Glenn Close. Yelchin are rolul lui Brian, un scriitor de 24 de ani care are o aventură cu o franțuzoaică măritată de 33 de ani, Arielle (Marlohe). Arielle și soțul ei de vârstă mijlocie, Valéry (Wilson), au o înțelegere în care amândurora le este permis să aibă aventuri extraconjugale atât timp cât acestea se petrec între orele 17-19 (5-7 p.m.)
Premisa filmului a fost inspirată de la un cuplu francez ce practica un mariaj deschis, pe care Levin l-a întâlnit în anii '80. Cu toate că a terminat primul draft al filmului în 2007, proiectul a rămas în curs de dezvoltare pentru încă șapte ani, datorită problemelor de casting. Inițial, Diane Kruger a primit rolul Ariellei, dar a fost înlocuită cu Marlohe. Filmările au început în mai 2013 în New York City și au avut loc, în mare parte, în cartierul Upper East Side din Manhattan. Coloana sonoră a filmului a fost compusă de Danny Bensi și Saunder Jurriaans.
5 to 7 a avut premiera la Festivalul de Film de la Tribeca pe 19 aprilie 2014. A fost difuzat și la Festivalul de Film de la Traverse City 2014, unde a câștigat Premiul Spectatorului pentru Cel mai Bun Film American. Pelicula a avut premiera în cinematografe pe 3 aprilie 2015. A avut încasări de 674.579 $ pe plan internațional și a fost primit cu recenzii mixte și pozitive din partea criticilor.

## Intrigă
Brian Bloom (Anton Yelchin), un scriitor de 24 ani din New York City, întâlnește o franțuzoaică de 33 ani pe nume Arielle Pierpont (Bérénice Marlohe). Ei se simt puternic atrași unul de celălalt. După a doua întâlnire, Arielle dezvăluie că este măritată cu un diplomat, Valéry (Lambert Wilson), și că au împreună doi copii. Arielle și Valéry au o înțelegere în care amândurora le este permis să aibă aventuri extraconjugale atât timp cât acestea se petrec între orele 17-19 (5-7 p.m.) în zilele lucrătoare. Brian este surprins la aflarea acestei informații și îi spune lui Arielle că nu poate continua această relație cu ea, crezând că este o aventură lipsită de etică. Arielle îi spune că, dacă se va răzgândi, ea va continua să fie în același loc unde s-au întâlnit prima oară, în zilele de vineri, fumând.
După trei săptămâni, Brian decide să o revadă pe Arielle. Ea îi dăruiește o cheie de la camera unui hotel, iar în acea seară cei doi își consumă relația. Ei încep să se întâlnească regulat în aceeași cameră, în intervalul prestabilit. Valéry, care este conștient de aventura lui Brian cu Arielle, îl abordează pe stradă și îl invită pe Brian în casa lui, la cină. Acolo, Brian o întâlnește pe Arielle și copii săi, dar face cunoștință și cu amanta lui Valéry, o redactoare de 25 de ani pe nume Jane (Olivia Thirlby). Ulterior, Arielle îi întâlnește pe părinții lui Brian, Sam (Frank Langella) și Arlene (Glenn Close). După ce află că Arielle este măritată și mamă a doi copii, Sam îi spune lui Brian că nu este de acord cu relația, în timp ce Arlene acceptă că cei doi se iubesc unul pe celălalt în ciuda circumstanțelor. Când Brian este invitat la o ceremonie a revistei The New Yorker pentru a primi o distincție pentru una dintre povestioarele sale, el este însoțit de Arielle, Valéry, Jane și părinții săi. Jane îi spune lui Brian că șeful ei, Galassi (Eric Stoltz), un editor, i-a citit povestea și dorește ca Brian să scrie un roman.
Brian se întâlnește cu Arielle la hotel și o cere în căsătorie, dăruindu-i un inel. Brian insistă că el este îndrăgostit cu adevărat de ea, iar Arielle îi acceptă propunerea, spunându-i să se întâlnească cu ea la hotel a doua zi. Valéry merge la apartamentul lui Brian în acea noapte; îl pălmuiește pe Brian și își manifestă furia pentru faptul că Brian a încălcat regulile și limitele mariajului deschis. Apoi, îi înmânează lui Brian un cec de 250.000 $, spunându-i lui Brian să-i acorde Ariellei viața pe care o merită, după care pleacă. A doua zi, ușierul hotelului îi înmânează lui Brian o scrisoare de la Arielle, în care aceasta îi spune că, deși îl iubește foarte mult, ea nu își poate părăsi soțul și copii, și îi cere să nu o mai contacteze vreodată.
Ulterior, Jane își încheie relația cu Valéry, deoarece simțea că își trădează prietenia ei cu Brian, iar primul roman al lui Brian este publicat de Galassi. După câțiva ani, Brian se plimbă pe stradă cu soția sa, Kiva (Jocelyn DeBoer), și băiețelul lor de 2 ani. În fața muzeului Guggenheim, ei se întâlnesc cu Arielle, Valéry și copiii lor, acum adolescenți. Valéry întreabă de Jane, iar Brian îi spune că ea este acum măritată și are un copil. Subtil, Arielle îi arată lui Brian că încă poartă inelul pe care el i l-a dăruit, după care cuplurile se despart.

## Distribuție
- Anton Yelchin în rolul lui Brian Bloom
- Bérénice Marlohe în rolul Ariellei Pierpont
- Olivia Thirlby în rolul lui Jane Hastings
- Lambert Wilson în rolul lui Valéry Pierpont
- Frank Langella în rolul lui Sam Bloom
- Glenn Close în rolul Arlenei Bloom
- Eric Stoltz în rolul lui Jonathan Galassi
- Jocelyn DeBoer în rolul Kivei Bloom

## Producție
Povestea din 5 to 7 a fost inspirată de la un cuplu pe care scenaristul-regizorul Victor Levin l-a întâlnit în Franța anului 1987. Cuplul avea un mariaj deschis; fiecare soț avea un amant și, conform lui Levin, "amândoi erau teribil de civilizați cu acest aranjament". După ce a întâlnit acest cuplu, Levin a "încorporat" ideea până când a putut să realizeze o poveste mai complexă din ea. A conceput intriga după nașterea copilului său de la începutul anilor 2000. Levin a terminat primul draft al filmului în martie 2007. Agentul său de la William Morris Endeavor i l-a prezentat Juliei Lynn, care a citit scenariul și a fost de acord să-l producă. În 2011, Lynn a făcut un parteneriat cu Bonnie Curtis, care a devenit și producătoare a filmului. Proiectul a rămas în curs de dezvoltare timp de șapte ani datorită dificultăților de a găsi actori "eligibili de box office" potriviți, ale căror programe să corespundă. Bugetul a fost în mare parte susținut de Demarest Films, cu fonduri adiționale venind din partea unor investitori privați, precum Sam Englebardt, David Greathouse și Bill Johnson.
Levin l-a abordat pe Anton Yelchin pentru un rol în 5 to 7 după ce a văzut performanța actorului în filmul Like Crazy (2011). El i-a scris lui Yelchin, "implorându-l" să accepte rolul; Yelchin nu a primit niciodată scrisoarea, dar, chiar și așa, a acceptat să participe în film. În 2012, a fost anunțat că Diane Kruger a primit rolul amantei lui Yelchin, dar ea a fost înlocuită ulterior de Bérénice Marlohe. Glenn Close a primit rolul prin intermediul lui Curtis și Lynn, care au produs filmul Albert Nobbs (2011) în care Close a jucat, și au rămas prieteni apropiați cu ea de atunci. Filmul are și câteva prezențe cameo notabile, din partea unor new yorkezi importanți: activistul pentru drepturi civile Julian Bond, bucătarul Daniel Boulud, dirijorul Filarmonicii din New York, Alan Gilbert, și editorul revistei The New Yorker, David Remnick.
Inițial, filmările erau programate să înceapă în februarie 2013, dar au fost amânate pentru mai 2013. Filmul a fost turnat de operatorul Arnaud Potier cu un aparat Arri Alexa în format de ecran larg CinemaScope. Levin și Potier au decis să folosească cadre largi și minimaliste, fără tăieturi inutile, pentru a evita să îi "reamintească spectatorului că este un film". Filmările au avut loc în cartierul Upper East Side din New York City. Locațiile au inclus Hotelul Carlyle, Hotelul St. Regis, Muzeul Guggenheim, Fifth Avenue, Grand Army Plaza, restaurantul Le Charlot și Librăria Crawford Doyle. Singura locație importantă din afara cartierului folosită a fost apartamentul lui Brian, care a fost filmat pe Strada 30 din Midtown Manhattan. Cadre cu plăcuțele de pe băncile din Central Park sunt interpuse pe tot parcursul filmului; Levin a trimis un grup de interni pentru a găsi inscripții interesante de pe băncile din Central Park și a selectat aproximativ 30, care au fost turnate în ultima zi de filmare. Echipa a adoptat o bancă proprie, iar plăcuța de pe ea este prezentată la finalul filmului.
Inițial, Levin a plănuit să folosească o coloană sonoră cu jazz, dar a găsit muzica clasică mai potrivită după terminarea filmărilor. El i-a angajat pe Danny Bensi și Saunder Jurriaans să compună coloana sonoră, care a constat din două melodii principale, una fiind un vals, iar cealaltă o temă muzicală mai clasică.

## Lansare
5 to 7 a avut premiera la Festivalul de Film de la Tribeca de pe 19 aprilie 2014, dar a fost difuzat și la Festivalul de Film de la Traverse City, Festivalul de Film de la Savannah, Festivalul de Film de la Denver, Festivalul Internațional de Film de la Palm Springs, Festivalul de Film Cinequest, Festivalul Internațional de Film Hamptons, Festivalul Internațional de film de la Carmel, Festivalul de Film Virginia Festivalul Internațional de Film Boulder, și Festivalul Internațional de Film Bermuda. A câștigat Premiul Spectatorilor pentru Cel mai Bun Film American la Festivalul de Film de la Traverse City, și a fost nominalizat la categoria Cea mai Bună Poveste la Festivalul Internațional de Film Bermuda.
IFC Films a obținut drepturile de difuzare în Statele Unite ale filmului în iunie 2014. A fost lansat în cinematografe pe 3 aprilie 2015 în New York și Los Angeles, încasând 18.006 $ din două locații în weekend-ul de deschidere. Ulterior, a fost difuzat în 27 de cinematografe și a încasat un total de 162.685 $ în primele șase săptămâni în cinematografele americane. În afara Statelor Unite, filmul a avut cel mai mare succes în Mexic (unde a încasat 259.757 $) și Rusia (unde a încasat 120.909 $); a încasat 511.894 $ pe plan internațional, cu un box office global de 674.579 $.

## Recepție
Pe Rotten Tomatoes, 5 to 7 are un rating de 70%, bazat pe 50 de recenzii și o notă în medie de 5,7/10. Concluzia site-ului este: "5 to 7 se mulțumește adesea cu clișee de comedie romantică, dar compensează prin actorii fermecători, evoluția sensibilă și un scenariu isteț." Pe Metacritic, filmul are o notă de 52 din 100, scor bazat pe 22 de recenzii, indicând "recenzii mixte sau mediocre".
Mick LaSalle de la San Francisco Chronicle a apreciat filmul și a lăudat performanța lui Marlohe în special. El a simțit că 5 to 7 se află "în acea categorie rară de dramă romantică care este menită publicului masculin", comparând rolul lui Yelchin cu cel al lui Kristen Stewart din Seria Amurg. Criticul Peter Debruge de la revista Variety l-a apreciat pe Levin pentru "abordarea sa serioasă și pasională", spunând că filmul este "curajos de sentimental într-o epocă a ironiei". El a evidențiat și coloana sonoră "elegantă și tradițională" și cadrele minimaliste. John DeFore de la The Hollywood Reporter a spus că 5 to 7 este "somptuos și romantic într-o manieră atractivă de modă veche" în ciuda poveștii plină de clișee. El a lăudat cadrele "neclare ca într-un vis" ale lui Potier și performanța lui Yelchin. Betsy Sharkey de la Los Angeles Times a considerat filmul "fermecător" cu toate că a avut câteva lacune la intrigă și dezvoltarea personajelor. Ea a apreciat cadrele, muzica, designul producției și costumele, care i-au dat filmului "un fel de farmec aparte". Peter Keough, care i-a acordat filmului 2,5 din 4 stele pentru The Boston Globe, a simțit că filmul s-a bazat pe stereotipuri și clișee, dar chiar și așa a oferit genului romantic "inovații proaspete". El a lăudat performanța lui Marlohe și momentele comice furnizate de "cuplul perfect și puțin ciudat dintre Glenn Close și Frank Langella".
Criticul de film Manohla Dargis de la The New York Times a considerat intriga din 5 to 7 fără autenticitate și personajele fără "convingere". Ea a criticat performanța "opacă și rigidă" a lui Marlohe și similitudinile filmului cu lucrările bazate în Manhattan ale lui Woody Allen. Ann Hornaday de la The Washington Post a simțit și ea că filmul nu este autentic, scriind că "se simte mai mult construit decât trăit". Ea a lăudat performanța "modestă și duioasă" a lui Yelchin, dar a simțit că personajul Arielle este subdezvoltat. Rodrigo Perez de la The Playlist a considerat 5 to 7 ca fiind "sărac și prostuț." El a găsit intriga neplauzibilă și melodramatică, iar personajul Brian neinteresant și bipolar, un reper în "romanele fantasy pentru adolescenți". Amy Nicholson de la The Village Voice a simțit și ea că Brian nu este un personaj simpatic și că relația sa cu Arielle nu este credibilă. Ea a criticat structura bazată pe stereotipuri a filmului și "metafora artistică de martir".